# William Keppel, 2. hrabě z Albemarle
William Anne Keppel, 2. hrabě z Albemarle (William Anne van Keppel, 2nd Earl of Albemarle, 2nd Viscount Bury, 2nd Baron Ashford) (5. června 1702, Londýn, Anglie – 22. prosince 1754, Paříž, Francie) byl britský generál, diplomat a dvořan ze šlechtického rodu Keppelů. Jako příslušník prominentní rodiny od dětství zastával hodnosti u dvora a v armádě, později dosáhl nejvyšších postů, byl vrchním velitelem ve Skotsku (1746-1749) a velvyslancem ve Francii (1749-1754).

## Kariéra
Narodil se jako jediný mužský potomek 1. hraběte z Albemarle, jeho kmotrou byla královna Anna. Již v patnácti letech byl povýšen na podplukovníka, po otcově smrti zdědil v roce 1718 tituly a majetek v Anglii. Od roku 1722 zastával dvorské úřady u prince waleského, v jeho službách obdržel v roce 1725 Řád lázně. V letech 1727-1751 byl lordem komořím Jiřího II., zároveň byl královým pobočníkem (1727-1734) a v roce 1733 dosáhl hodnosti plukovníka. V letech 1737-1754 byl guvernérem ve Virginii (do severní Ameriky nikdy neodjel a na místě jej zastupovali administrátoři).
Kromě služby u dvora pokračoval v kariéře v armádě a dosáhl rychlého služebního postupu (brigádní generál 1739, generálmajor 1742, generálporučík 1745). Zúčastnil se války o rakouské dědictví, v roce 1745 bojoval proti poslednímu jakobitskému povstání a velel v bitvě u Cullodenu. V letech 1746-1749 byl pak vrchním velitelem ve Skotsku. V letech 1749-1754 byl vyslancem ve Francii a zároveň v letech 1751-1754 prvním královským komorníkem (Groom of the Stole), od roku 1751 též členem Tajné rady. V roce 1750 obdržel Podvazkový řád a v době nepřítomnosti Jiřího II. v roce 1752 byl členem místodržitelského sboru. Zemřel v Paříži a po jeho smrti zůstal post vyslance ve Francii neobsazen, protože v polovině 50. let 18. století byly vztahy mezi Francií a Británií chladné, v letech 1756-1763 pak obě země stály proti sobě v sedmileté válce. Jeho povaha byla kombinací nejlepších vlastností vysoce postaveného aristokrata, pro svou čistou morálku byl oblíben u dvora a platil za prototyp vzdělaného dvořana.

## Rodina
V roce 1722 se oženil s Anne Lennox (1703-1789), dcerou 1. vévody z Richmondu a v letech 1727-1737 nejvyšší hofmistryní královny Karolíny. Měli spolu šest dětí, všichni synové dosáhli vysokého postavení v politice, u dvora, v námořnictvu a armádě.
Potomstvo:
- George Keppel, 3. hrabě z Albemarle (1724-1772), generál, dvořan

- Augustus Keppel, 1. vikomt Keppel (1725-1786), admirál, první lord admirality 1782-1783 a 1783; 1782 vikomt Keppel

- William Keppel (1727-1782), generál, člen Dolní sněmovny, vrchní velitel v Irsku 1773-1775

- Sir Frederick Keppel (1728-1777), biskup v Exeteru 1762-1777

- Elizabeth Keppel (1739-1768), manžel 1764 Francis Russell, markýz z Tavistocku (1739-1767)